# Municipio de Loup (condado de Merrick)
El municipio de Loup (en inglés: Loup Township) es un municipio ubicado en el condado de Merrick en el estado estadounidense de Nebraska. En el año 2010 tenía una población de 753 habitantes y una densidad poblacional de 5,18 personas por km².

## Geografía
El municipio de Loup se encuentra ubicado en las coordenadas 41°13′38″N 98°13′11″O / 41.22722, -98.21972. Según la Oficina del Censo de los Estados Unidos, el municipio tiene una superficie total de 145.38 km², de la cual 145,11 km² corresponden a tierra firme y (0,18 %) 0,27 km² es agua.

## Demografía
Según el censo de 2010, había 753 personas residiendo en el municipio de Loup. La densidad de población era de 5,18 hab./km². De los 753 habitantes, el municipio de Loup estaba compuesto por el 96,68 % blancos, el 0,53 % eran afroamericanos, el 0,27 % eran amerindios, el 0,27 % eran asiáticos, el 1,46 % eran de otras razas y el 0,8 % eran de una mezcla de razas. Del total de la población el 4,38 % eran hispanos o latinos de cualquier raza.